# Patimat Abakarova
Patimat Serajutdinovna Abakarova (russisch Патимат Серажутдиновна Абакарова, deutsche Transkription Patimat Seraschutdinowna Abakarowa; * 23. Oktober 1994 in Machatschkala, Russland) ist eine in Russland geborene Taekwondoin, die seit 2013 für Aserbaidschan antritt. Sie startet in der olympischen Gewichtsklasse bis 49 Kilogramm.

## Erfolge
Patimat Abakarova kämpfte in ihrer Jugend international unter russischer Flagge und entschloss sich, ab 2013 für Aserbaidschan zu kämpfen. Bei den Europaspielen 2015 in Baku gewann sie ihre erste Medaille mit Bronze in der Gewichtsklasse bis 49 Kilogramm. Im Jahr darauf nahm sie an den Olympischen Spielen in Rio de Janeiro teil, bei denen sie in der ersten Runde Tijana Bogdanović mit 2:3 unterlag. In der Hoffnungsrunde setzte sie sich mit 4:3 gegen Wu Jingyu und mit 7:2 gegen Yasmina Aziez durch, womit sie sich die Bronzemedaille sicherte. Im Jahr 2016 wurde Abakarova außerdem bei den Europameisterschaften in Montreux in der Gewichtsklasse bis 53 Kilogramm Vizeeuropameisterin. In Kasan folgte 2018 der Gewinn der Bronzemedaille in der Gewichtsklasse bis 49 Kilogramm.